# جائزة موناكو الكبرى 1976
جائزة موناكو الكبرى 1976 هو سباق فورمولا 1 أقيم بتاريخ 30 مايو 1976 في حلبة موناكو، مونت كارلو. كان السادس من أصل 16 في بطولة العالم لسباقات الفورمولا واحد موسم 1976. حلّ النمساوي نيكي لاودا أولا بينما جاء الجنوب أفريقي جودي شيكتر في المركز الثاني وحصل على المركز الثالث الفرنسي باتريك ديبايلير.